# José Murilo de Carvalho

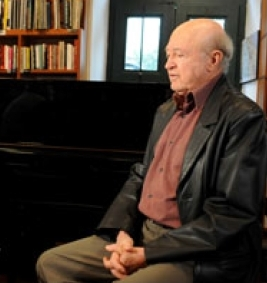
José Murilo de Carvalho

José Murilo de Carvalho (* 8. September 1939 in Piedade do Rio Grande; † 13. August 2023 in Rio de Janeiro) war ein brasilianischer Politikwissenschaftler und Historiker.

## Leben
Er promovierte mit einer Arbeit über das Kaiserreich Brasilien an der Stanford University. Carvalho ist neben Celso Lafer der einzige Brasilianer, der sowohl Mitglied in der Academia Brasileira de Letras als auch in der Academia Brasileira de Ciências war.
José Murilo de Carvalho war 20 Jahre lang Professor an der Universidade Federal de Minas Gerais und an der Universität IUPERJ. Weiterhin lehrte er die Geschichte Brasiliens an der Universität Universidade Federal do Rio de Janeiro. José Murilo de Carvalho gewann zahlreiche Literaturpreise. Er wurde 2004 zum Mitglied der Brasilianische Akademie der Literatur gewählt.
Im August 2023 starb er im Alter von 83 Jahren.

## Mitglied der Academia Brasileira de Letras
José Murilo de Carvalho war der sechste Inhaber des Sitzes Nr. 5 der Academia Brasileira de Letras. Er wurde am 11. März 2004 als Nachfolger von Rachel de Queiroz in die Academia Brasileira de Letras gewählt.

## Werke
- Pontos e bordados. Escritos de História e Política. Editora UFMG 1977. (eingeschränkte Vorschau in der Google-Buchsuche).
- A Escola de Minas de Ouro Preto. O peso da glória. FINEP/Cia Editora Nacional, Rio de Janeiro 1978. (2. Auflage 2002)
- A construção da ordem. A elite política imperial. Campus, Rio de Janeiro 1980.
- Os bestializados. O Rio de Janeiro e a República que não foi. Companhia das Letras, São Paulo 1987. (Auszeichnung: Prêmio melhor livro em ciências sociais de 1987 da ANPOCS).
- Teatro de sombras. A política imperial. Edições Vértice, São Paulo 1988.
- A formação das almas. O imaginário da República no Brasil. Companhia das Letras, São Paulo 1990. (Auszeichnungen: Prêmio Banorte de Cultura Brasileira und Prêmio Jabuti de Literatura).
- Un théâtre d’ombres. La politique impériale au Brésil. Maison des Sciences de l’Homme, Paris 1990.
- A monarquia brasileira. Ao Livro Técnico, Rio de Janeiro 1993.
- Desenvolvimiento de la ciudadania en Brasil. Fondo de Cultura Económica, México 1995.
- Cidadania no Brasil. O longo caminho. Editora Civilização Brasileira, Rio de Janeiro 2004, ISBN 85-200-0565-9.
- Forças Armadas e Política no Brasil. Jorge Zahar Editor, Rio de Janeiro  2005.
- Dom Pedro II. Companhia das Letras, São Paulo 2007.
- Histórias que a Cecília contava. Editora UFMG 2008.